# Ampelodesmos mauritanicus
Pour les articles homonymes, voir diss.
Tribu
Genre
Espèce
Classification phylogénétique
Ampelodesmos mauritanicus, aussi appelé ampélodesme de Mauritanie, ampélodesme tenace ou diss,, est une espèce de plantes monocotylédones de la famille des Poaceae (graminées), originaire du bassin méditerranéen. 
C'est la seule espèce du genre Ampelodesmos (genre monotypique), lui-même unique genre de la tribu des Ampelodesmeae (tribu monotypique).

## Étymologie
Le nom générique Ampelodesmos est formé de deux racines grecques : ampelos, « vigne », et desmos, « lien », en référence à son utilisation ancienne comme sorte de ficelle pour attacher la vigne.

## Description
Ampelodesmos mauritanicus est une plante herbacée robuste, vivace, rhizomateuse, qui peut atteindre de 2 à 3 m de haut. L'espèce est géophyte à rhizomes courts et est fortement cespiteuse. Les feuilles sont rudes au toucher, la ligule est membraneuse, lancéolée et à bord cilié. L'inflorescence est une panicule d'épillets de 2 à 5 fleurs. Les glumes légèrement inégales sont souvent rougeâtres. Les glumelles présentent des poils.

## Synonymes
Selon Catalogue of Life (21 juillet 2016) :
- Ampelodesmos ampelodesmos (Cirillo) Kerguélen, nom. inval.
- Ampelodesmos bicolor (Poir.) Kunth
- Ampelodesmos effusus Steud.
- Ampelodesmos festucoides Steud., pro syn.
- Ampelodesmos mauritanicus var. bicolor (Poir.) Fiori
- Ampelodesmos tenax (Vahl) Link
- Ampelodonax bicolor (Poir.) Lojac.
- Arundo ampelodesmos Cirillo
- Arundo bicolor Poir.
- Arundo biflora Lam.
- Arundo festucoides Desf.
- Arundo festucoides f. grandiflora Pau
- Arundo mauritanica Poir.
- Arundo tenax Vahl
- Avena festucoides (Desf.) Raspail
- Calamagrostis bicolor J.F.Gmel.
- Deyeuxia arundinacea P.Beauv., pro syn.
- Donax ampelodesmos Schult., pro syn.
- Donax bicolor (Poir.) P.Beauv.
- Donax festucoides (Desf.) P.Beauv.
- Donax mauritanicus (Poir.) P.Beauv.
- Donax tenax (Vahl) P.Beauv.
- Festuca elatior Ucria, nom. illeg.
- Stipa mauritanica (Poir.) Columbus & J.P.Sm.

### Pour l'espèce
- (en) JSTOR Plants : Ampelodesmos mauritanicus  (consulté le 21 juillet 2016)
- (en) Catalogue of Life : Ampelodesmos mauritanicus (Poir.) T.Durand & Schinz (consulté le 20 décembre 2020)
- (fr + en) ITIS : Ampelodesmos mauritanicus  (Poir.) T. Durand & Schinz (consulté le 21 juillet 2016)
- (en) World Checklist of Selected Plant Families (WCSP) : Ampelodesmos mauritanicus  (Poir.) T.Durand & Schinz (1894)  (consulté le 21 juillet 2016)
- (en) NCBI : Ampelodesmos mauritanicus (taxons inclus) (consulté le 21 juillet 2016)
- (en) Tropicos : Ampelodesmos mauritanicus (Poir.) T. Durand & Schinz (Syn. Arundo mediterranea  Danin)  (+ liste sous-taxons) (consulté le 21 juillet 2016)
- (fr) Tela Botanica (France métro) : Ampelodesmos mauritanicus (Poir.) T.Durand & Schinz, 1894
- (en) GRIN : espèce Ampelodesmos mauritanicus (Poir.) T. Durand & Schinz

### Pour le genre
- (en) Catalogue of Life : Ampelodesmos Link (consulté le 9 avril 2023)
- (fr + en) ITIS : Ampelodesmos  Link (consulté le 21 juillet 2016)
- (en) World Checklist of Selected Plant Families (WCSP) : Ampelodesmos  Link (1827)  (consulté le 21 juillet 2016)
- (en) NCBI : Ampelodesmos (taxons inclus) (consulté le 21 juillet 2016)
- (en) Tropicos : Ampelodesmos Link  (+ liste sous-taxons) (consulté le 21 juillet 2016)
- (en) GRIN : genre Ampelodesmos Link (+liste d'espèces contenant des synonymes)